# Ramona (film fra 1916)
|  | For andre betydninger, se Ramona |
Ramona er en amerikansk stumfilm fra 1916 instrueret af Donald Crisp. Filmen er baseret på Helen Hunt Jacksons roman Ramona fra 1884.

## Medvirkende
- Adda Gleason som Ramona.
- Monroe Salisbury som Alessandro.
- Nigel De Brulier som Felipe Moreno.
- Richard Sterling som Angus Phail.
- Red Wing.